# Volodymyr Lukashenko
Volodymyr Volodymyrovych Lukashenko –en ucraniano, Володимир Володимирович Лукашенко– (Kiev, 14 de febrero de 1980) es un deportista ucraniano que compitió en esgrima, especialista en la modalidad de sable.
Ganó tres medallas en el Campeonato Mundial de Esgrima, en los años 2003 y 2006, y tres medallas en el Campeonato Europeo de Esgrima entre los años 2002 y 2006.
Participó en dos Juegos Olímpicos de Verano, ocupando el sexto lugar en Sídney 2000, en el torneo por equipos, y el quinto y 6º lugar en Atenas 2004, en las pruebas individual y por equipos, respectivamente.

## Palmarés internacional
| Campeonato Mundial | Campeonato Mundial     | Campeonato Mundial | Campeonato Mundial |
| Año                | Lugar                  | Medalla            | Prueba             |
| ------------------ | ---------------------- | ------------------ | ------------------ |
| 2003               | La Habana (Cuba)       | Medalla de oro     | Sable individual   |
| 2003               | La Habana (Cuba)       | Medalla de bronce  | Sable por equipos  |
| 2006               | Turín (Italia)         | Medalla de plata   | Sable por equipos  |
| Campeonato Europeo |                        |                    |                    |
| Año                | Lugar                  | Medalla            | Prueba             |
| 2002               | Moscú (Rusia)          | Medalla de bronce  | Sable individual   |
| 2004               | Copenhague (Dinamarca) | Medalla de bronce  | Sable por equipos  |
| 2006               | Esmirna (Turquía)      | Medalla de plata   | Sable individual   |